# Kézdi Lóránt
Kézdi Lóránt (Hatvan, 1929. április 19. – Budapest, 2005. július 3.) magyar díszlettervező, a Magyar Televízió örökös tagja.

## Élete
A hatvani Bajza József gimnáziumban érettségizett. 1956-ban végezte el az Iparművészeti Főiskolát. Tanárai Oláh Gusztáv és Varga Mátyás voltak. Azonnal az akkor alakuló televízióhoz került, melynek első díszlettervezője volt. Elsősorban drámai produkciók díszleteit tervezte; színpadképeit, térépítkezését modern festőiség, fény-árnyék hatások kombinációi jellemezte. Több közéleti műsor (Híradó, Ablak) látványvilágát is tervezte.1978-ban az MTV Tervezőművészeti Főosztályának vezetője lett. Olyan időszakban volt a díszlettervezők irányítója, amikor évente több mint száz tévéjáték készült. Tanított a Képzőművészeti Főiskolán, könyvet írt a tévés díszlet- és jelmeztervezésről. Életének utolsó éveiben részt vett az MTV korszerű óbudai objektumának tervezésében, kialakításában.
Felesége Schäffer Judit Kossuth-díjas jelmeztervező volt.

## Művei

### Televíziós díszletek
| - Nő a barakkban. Rendező: Zsurzs Éva, író: Palotai Boris (1961) - Miért beszél annyit Mrs. Piper? Rendező: Zsurzs Éva (1967) - Háry János. Rendező: Horváth Ádám (1962) - Szilveszteri műsorok. Rendező: Horváth Ádám (1963, 1965, 1984, 1991) - Denevér. Rendező: Horváth Ádám (1965) - A gépírók. Rendező: Horváth Ádám (1967) - Rómeó és Júlia. Rendező: Horváth Ádám (1975) - Osztrigás Mici. Rendező: Horváth Ádám (1982) - A bunker. Rendező: Horváth Ádám (1978) - Marsall. Rendező: Horváth Ádám (1993) - Rembrandt. Rendező: Ádám Ottó (1966) - A két Bolyai. Rendező: Ádám Ottó (1980) - A Mathiász-panzió. Rendező: Ádám Ottó (1980) | - Ivan Iljics halála. Rendező: Mihályfi Imre (1965) - Vérnász. Rendező: Mikó András (1974) - Akli Miklós. Rendező: Révész György (1986) - Lili. rendező: Seregi László (1989) - Parasztbecsület. Békés András (1990) - Hermelin. Rendező: Gothár Péter (1987) - Bűn és bűnhődés. Rendező: Maár Gyula (1980) - Lysistrate. Maár Gyula (1986) - Lót. Rendező: Maár Gyula (1986) - Gianni Schicchi. Rendező: Szinetár Miklós - Rosencrantz és Guildenstern halott |

### Színházi díszletek
- Rosencrantz és Guildenstern halott, Nemzeti Színház. Rendező: Marton Endre - 1971
- A félkegyelmű, József Attila Színház. Rendező: Iglódi István - 1985
- Az oroszlán télen, József Attila Színház. Rendező: Iglódi István - 1987
- Nabucco, Erkel Színház. Rendező: Mikó András – (1987)[5]
- Rómeó és Júlia, Magyar Állami Operaház – rendező Gulyás Dénes – (1988)
- Hunyadi László, Magyar Állami Operaház – rendező Maár Gyula – (1989)
- Jacobowsky és az ezredes, Játékszín. Rendező: Balázsovits Lajos - 1993
- A szerelem és halál játéka, Várszínház. Rendező: Szilágyi Tibor - 1994
- Telihold, Budapesti Kamaraszínház. Rendező: Rozgonyi Ádám - 1994
- Három magas nő, Budapesti Kamaraszínház. Rendező: Rozgonyi Ádám - 1995
- Elfújta a szél, Magyar Állami Operaház – Nagy Viktóriával közös munka. Koreográfus: Pártay Lilla – (2007)
- Anna Karenyina, Magyar Nemzeti Balett. Rendező, koreográfus: Pártay Lilla

### Egyéb művei
- Perbál címere

## Önálló kiállításai
| - Miskolc (1974, 1977, 1993) - Tatabánya (1984) - Veszprém (1992) - Győr (1992) - Keszthely (1993) - Nemzeti Galéria (1980) | - Műcsarnok (1983) - Derkovits-terem (1986) - Csepel Galéria (1988) - Prága (1975, 1979) - Tokió (1984) - Bécs (1988). |

## Díjai
- Balázs Béla-díj (1967)
- Érdemes művész (1973)
- A Magyar Köztársasági Érdemrend tisztikeresztje (1995)
- A Magyar Televízió örökös tagja (2004)